# Nuoto ai campionati europei di nuoto 2014 - 200 metri farfalla femminili
La gara dei 200 metri farfalla femminili degli Europei 2014 si è svolta il 23-24 agosto. Le qualifiche per la semifinale si sono svolte la mattina del 23 agosto 2014, mentre la semifinale si è svolta la sera dello stesso giorno. La finale, invece, si è svolta la sera del 24 agosto 2014.

## Medaglie
| Posizione | Atleta                 | Paese    |
| --------- | ---------------------- | -------- |
| Oro       | Mireia Belmonte        | Spagna   |
| Argento   | Judit Ignacio Sorribes | Spagna   |
| Bronzo    | Katinka Hosszú         | Ungheria |

## Record
Prima della manifestazione il record del mondo (RM), il record europeo (EU) e il record dei campionati (RC) erano i seguenti.
| Record mondiale       | 2'01"81 | Liu Zige Cina              | 20 ottobre 2009 Jinan, Cina     |
| Record europeo        | 2'04"27 | Katinka Hosszú Ungheria    | 29 luglio 2009 Roma, Italia     |
| Record dei campionati | 2'05"78 | Otylia Jędrzejczak Polonia | 4 agosto 2002 Berlino, Germania |

Durante la competizione sono stati migliorati i seguenti record:
| Data      | Evento | Atleta          | Nazione | Tempo   | Record                |
| --------- | ------ | --------------- | ------- | ------- | --------------------- |
| 24 agosto | Finale | Mireia Belmonte | Spagna  | 2'04"79 | Record dei campionati |

## Risultati

### Batterie
| Pos. | Batteria | Corsia | Atleta                 | Nazionalità | Tempo   | Note |
| ---- | -------- | ------ | ---------------------- | ----------- | ------- | ---- |
| 1    | 3        | 4      | Mireia Belmonte        | Spagna      | 2'08"41 | Q    |
| 2    | 1        | 4      | Zsuzsanna Jakabos      | Ungheria    | 2'08"73 | Q    |
| 3    | 1        | 6      | Martina van Berkel     | Svizzera    | 2'08"81 | Q    |
| 4    | 2        | 4      | Katinka Hosszú         | Ungheria    | 2'08"91 | Q    |
| 5    | 3        | 5      | Judit Ignacio Sorribes | Spagna      | 2'09"21 | Q    |
| 6    | 2        | 5      | Franziska Hentke       | Germania    | 2'10"60 | Q    |
| 7    | 2        | 7      | Anja Klinar            | Slovenia    | 2'10"63 | Q    |
| 8    | 2        | 3      | Evelyn Verrasztó       | Ungheria    | 2'10"97 |      |
| 9    | 3        | 3      | Aimee Wilmott          | Regno Unito | 2'11"56 | Q    |
| 10   | 1        | 2      | Lara Grangeon          | Francia     | 2'11"64 | Q    |
| 11   | 3        | 6      | Alessia Polieri        | Italia      | 2'11"77 | Q    |
| 12   | 1        | 3      | Jemma Lowe             | Regno Unito | 2'11"86 | Q    |
| 13   | 1        | 7      | Keren Siebner          | Israele     | 2'12"19 | Q    |
| 14   | 1        | 5      | Stefania Pirozzi       | Italia      | 2'12"36 | Q    |
| 15   | 3        | 7      | Marie Wattel           | Francia     | 2'12"68 | Q    |
| 16   | 3        | 2      | Danielle Villars       | Svizzera    | 2'12"70 | Q    |
| 17   | 2        | 2      | Yana Martynova         | Russia      | 2'13"66 | Q    |
| 18   | 3        | 1      | Barbora Závadová       | Rep. Ceca   | 2'13"71 |      |
| 19   | 3        | 0      | Sycerika McMahon       | Irlanda     | 2'13"75 |      |
| 20   | 2        | 6      | Sharon Rouwendaal      | Paesi Bassi | 2'14"10 |      |
| 21   | 2        | 1      | Tanja Kylliaeinen      | Finlandia   | 2'16"56 |      |
| 22   | 2        | 8      | Bianca Izabella        | Romania     | 2'17"80 |      |
| 23   | 3        | 8      | Isabelle Mabboux       | Francia     | 2'18"57 |      |
| 24   | 1        | 8      | Lisa Stamm             | Svizzera    | 2'19"35 |      |
| 25   | 1        | 1      | Alena Benešová         | Rep. Ceca   | 2'21"08 |      |

### Semifinali

#### Semifinali 1
| Pos. | Corsia | Atleta            | Nazionalità | Tempo   | Note |
| ---- | ------ | ----------------- | ----------- | ------- | ---- |
| 1    | 5      | Katinka Hosszú    | Ungheria    | 2'08"83 | Q    |
| 2    | 3      | Franziska Hentke  | Germania    | 2'09"03 | Q    |
| 3    | 4      | Zsuzsanna Jakabos | Ungheria    | 2'09"19 | Q    |
| 4    | 2      | Alessia Polieri   | Italia      | 2'10"31 | Q    |
| 5    | 8      | Yana Martynova    | Russia      | 2'10"70 |      |
| 6    | 1      | Marie Wattel      | Francia     | 2'12"35 |      |
| 7    | 6      | Aimee Wilmott     | Regno Unito | 2'13"10 |      |
| 8    | 7      | Keren Siebner     | Israele     | 2'14"74 |      |

#### Semifinali 2
| Pos. | Corsia | Atleta                 | Nazionalità | Tempo   | Note |
| ---- | ------ | ---------------------- | ----------- | ------- | ---- |
| 1    | 4      | Mireia Belmonte        | Spagna      | 2'06"53 | Q    |
| 2    | 3      | Judit Ignacio Sorribes | Spagna      | 2'07"44 | Q    |
| 3    | 5      | Martina van Berkel     | Svizzera    | 2'08"45 | Q    |
| 4    | 1      | Stefania Pirozzi       | Italia      | 2'08"96 | Q    |
| 5    | 7      | Jemma Lowe             | Regno Unito | 2'10"49 |      |
| 6    | 6      | Anja Klinar            | Slovenia    | 2'10"76 |      |
| 7    | 2      | Lara Grangeon          | Francia     | 2'12"86 |      |
| 8    | 8      | Danielle Villars       | Svizzera    | 2'13"44 |      |

### Finale
| Pos. | Corsia | Atleta                 | Nazionalità | Tempo   | Note                  |
| ---- | ------ | ---------------------- | ----------- | ------- | --------------------- |
|      | 4      | Mireia Belmonte        | Spagna      | 2'04"79 | Record dei campionati |
|      | 5      | Judit Ignacio Sorribes | Spagna      | 2'06"66 |                       |
|      | 6      | Katinka Hosszú         | Ungheria    | 2'07"28 |                       |
| 4    | 1      | Zsuzsanna Jakabos      | Ungheria    | 2'08"03 |                       |
| 5    | 2      | Stefania Pirozzi       | Italia      | 2'08"31 |                       |
| 6    | 7      | Franziska Hentke       | Germania    | 2'08"93 |                       |
| 7    | 3      | Martina van Berkel     | Svizzera    | 2'10"28 |                       |
| 8    | 8      | Alessia Polieri        | Italia      | 2'11"58 |                       |